# Synodontis batensoda
Synodontis batensoda is een straalvinnige vissensoort uit de familie van de baardmeervallen (Mochokidae). De wetenschappelijke naam van de soort is voor het eerst geldig gepubliceerd in 1832 door Rüppell.